# 20228 Jeanmarcmari
20228 Jeanmarcmari è un asteroide della fascia principale. Scoperto nel 1997, presenta un'orbita caratterizzata da un semiasse maggiore pari a 2,2105491 UA e da un'eccentricità di 0,1095885, inclinata di 0,70362° rispetto all'eclittica.